# Ashutosh Agashe
Ashutosh Agashe (en marathi et en hindi : आशुतोष आगाशे), né le 21 octobre 1972, est un joueur de cricket et homme d'affaires indien,,.

## Biographie
Dans sa jeunesse, il a joué le Trophée Ranji,
Il est actuellement directeur général de Brihan Maharashtra Sugar Syndicate Ltd.,,